# العلاقات التنزانية الموريتانية
العلاقات التنزانية الموريتانية هي العلاقات الثنائية التي تجمع بين تنزانيا وموريتانيا.

## مقارنة بين البلدين
هذه مقارنة عامة ومرجعية للدولتين:
| وجه المقارنة                                              | تنزانيا                        | موريتانيا                 |
| --------------------------------------------------------- | ------------------------------ | ------------------------- |
| المساحة (كم2)                                             | 947.30 ألف                     | 1.03 مليون                |
| عدد السكان (نسمة)                                         | 57.31 مليون                    | 4.42 مليون                |
| الكثافة السكانية (ن./كم²)                                 | 60.5                           | 4.29                      |
| العاصمة                                                   | دودوما                         | نواكشوط                   |
| اللغة الرسمية                                             | اللغة السواحلية، لغة إنجليزية  | اللغة العربية، لغة فرنسية |
| العملة                                                    | شيلينغ تانزاني                 | أوقية موريتانية، أوقية ‏   |
| الناتج المحلي الإجمالي (بليون دولار)                      | 52.09 مليار                    | 5.02 مليار                |
| الناتج المحلي الإجمالي (تعادل القوة الشرائية) بليون دولار | 138.73 مليار                   |                           |
| الناتج المحلي الإجمالي الاسمي للفرد دولار أمريكي          | 878                            |                           |
| الناتج المحلي الإجمالي للفرد دولار أمريكي                 | 2.54 ألف                       | 3.91 ألف                  |
| مؤشر التنمية البشرية                                      | 0.521                          | 0.506                     |
| رمز المكالمات الدولي                                      | +255                           | +222                      |
| رمز الإنترنت                                              | .tz                            | .mr                       |
| المنطقة الزمنية                                           | ت ع م+03:00، توقيت شرق أفريقيا | 00                        |

## منظمات دولية مشتركة
يشترك البلدان في عضوية مجموعة من المنظمات الدولية، منها:
| علم المنظمة | اسم المنظمة                                 | تاريخ انضمام تنزانيا | تاريخ انضمام موريتانيا |
| ----------- | ------------------------------------------- | -------------------- | ---------------------- |
|             | مؤسسة التنمية الدولية                       | 6 نوفمبر 1962        | 10 سبتمبر 1963         |
|             | يونسكو                                      | 6 مارس 1962          | 10 يناير 1962          |
|             | وكالة ضمان الاستثمار متعدد الأطراف          | 19 يونيو 1992        | 8 سبتمبر 1992          |
|             | الأمم المتحدة                               | 14 ديسمبر 1961       | 27 أكتوبر 1961         |
|             | مجموعة دول أفريقيا والكاريبي والمحيط الهادئ | ?                    | ?                      |
|             | الاتحاد البريدي العالمي                     | ?                    | ?                      |
|             | البنك الدولي للإنشاء والتعمير               | 10 سبتمبر 1962       | 10 سبتمبر 1963         |
|             | الاتحاد الدولي للاتصالات                    | 31 أكتوبر 1962       | 18 أبريل 1962          |
|             | منظمة حظر الأسلحة الكيميائية                | ?                    | ?                      |
|             | مؤسسة التمويل الدولية                       | 10 سبتمبر 1962       | 29 ديسمبر 1967         |
|             | المركز الدولي لتسوية المنازعات الاستشارية   | 17 يونيو 1992        | 14 أكتوبر 1966         |
|             | منظمة التجارة العالمية                      | 1995                 | 31 مايو 1995           |
|             | منظمة الشرطة الجنائية الدولية               | ?                    | ?                      |
|             | الاتحاد الأفريقي                            | 16 يناير 1964        | 25 مايو 1963           |
|             | البنك الإفريقي للتنمية                      | ?                    | ?                      |

## وصلات خارجية
- موقع وزارة الخارجية التنزانية